# Теодор од Перге
Свети мученик Теодор је хришћански светитељ и мученик. Пострадао је током прогона хришћана у граду Перги Памфилија, за време цара Антонина, заједно са мајком Филипом и војницима Сократом и Дионисијем.
Као млад изабран је на службу у царском двору цара Антонина. Теодор се је одбио царску службу и изјавио, да је он хришћанин. Због тога је ухапшен, затворен и мучен. Током мучења бачен је у огањ. По предању тада је из земље потекла вода и угасила огањ. Намесник је то приписивао Теодоровим мађијама. Теодор је на то рекао: „ово није дело моје силе него Христа Бога мога; а ако хоћеш да познаш силу твојих богова, наложи други огањ и баци једног од твојих војника, па ћеш надам се познати силу њихову и свемоћ Бога мога".
Намесник је на хтео да баци једног од војника, али су га они су у страху молили да баци жреца Диоскора уместо њих. Жрец је на то замолио да баци самога идола Зевса и остале идоле. Чувши тај предлог намесник је посумњао да је и Диоскор постао хришћанин, због чуда са Теодором. Након што је Дискор то и потврдио намесник га је осудио на смрт. Такође је осудио на смрт и Теодора и два војника, Сократа и Дионисија, и мајку Теодорову Филипу. Теодора су распели на крст, на коме је тек трећи дан издахнуо. Сократ и Дионисије су копљем прободени, а Филипа је мачем посечена.
Српска православна црква слави га 21. априла по црквеном, а 4. маја по грегоријанском календару.